# شرمینه چهل‌امیرانی
شرمینه چهل‌امیرانی (زادهٔ ‎۳۰ خرداد ۱۳۷۸) ورزشکار رشته تیراندازی اهل ایران است. او در بازی‌های المپیک تابستانی ۲۰۲۴ در ماده تفنگ بادی ۱۰ متر حضور داشت و به رقابت با حریفان پرداخت.
وی در مسابقات کشوری و بین‌المللی در مجموع برندهٔ ۱ مدال نقره شده است. چهل‌امیرانی در بازی‌های المپیک تابستانی ۲۰۲۴ شرکت کرده و در دور مقدماتی تفنگ بادی ۱۰ متر زنان در رده یازدهم قرار گرفته و از دور مسابقات حذف شده است.